# Ufficialmente dispersi
Ufficialmente dispersi è il quindicesimo album di Loredana Bertè, pubblicato nel 1993 dalla CBS, in occasione della partecipazione al Festival di Sanremo insieme alla sorella Mia Martini.

## Descrizione
La canzone Stiamo come stiamo, scritta per essere cantata insieme a Patty Pravo, fu invece presentata al Festival di Sanremo e cantata insieme a Mia Martini. La presenza della Bertè al Festival doveva essere parte del suo rilancio artistico dopo anni di assenza dalla discografia e dopo alcune travagliate vicende personali, culminate con la separazione da Björn Borg.
Con questo album, la Bertè intensifica e definisce la propria attività di autrice. 
Mi manchi fu uno dei successi dell'estate 1993 e fu scritto dalla stessa Bertè pensando all'ex marito Borg, così come il brano Viva la Svezia, paese in cui la Bertè visse con l'ex marito per quasi quattro anni. Il disco è caratterizzato dalla collaborazione di Maurizio Piccoli, autore con cui la Bertè aveva già collaborato e con il quale scrive molti pezzi dell'album.
L'album venne promosso attraverso la partecipazione di Loredana al Festivalbar col brano Mi manchi (che è inclusa nella compilation della manifestazione canora) e alcune apparizioni televisive (tra cui Roxy Bar, durante il quale Loredana presentò Il comandante Che e Mi manchi). In quello stesso anno la cantante avrebbe dovuto girare il videoclip di Mi manchi in Florida, ma il progetto sfumò.
L'album è stato registrato all'Umbi Studio di Modena, e missato al Morning Studio di Milano.
In occasione del trentennale, l'album viene pubblicato in vinile (color effetto marmo) in edizione limitata di 500 copie.

## Tracce
1. Kabul – 5:16 (testo: Loredana Bertè – musica: Philippe Lèon)
2. Ufficialmente dispersi – 5:38 (testo: Loredana Bertè, Maurizio Piccoli – musica: Maurizio Piccoli)
3. Da queste parti stanotte – 4:15 (testo: Loredana Bertè, Maurizio Piccoli – musica: Maurizio Piccoli)
4. Mi manchi – 4:10 (testo: Loredana Bertè – musica: Mauro Paoluzzi)
5. Canta vaya con dios – 4:50 (Maurizio Piccoli)
6. Il comandante Che (Let's Face It) – 7:29 (testo: Loredana Bertè, Maurizio Piccoli – musica: Paul Gerard Buchanan)
7. Uomini senza amore – 4:55 (Franco Mussida)
8. Dormitorio pubblico – 4:17 (testo: Loredana Bertè, Maurizio Piccoli – musica: Maurizio Piccoli) – originariamente interpretata da Anna Melato
9. Viva la Svezia – 3:44 (testo: Loredana Bertè – musica: Mauro Paoluzzi)
10. Stiamo come stiamo (duetto con Mia Martini) – 4:15 (testo: Loredana Bertè, Maurizio Piccoli – musica: Maurizio Piccoli)

## Formazione
- Loredana Bertè – voce
- Mauro Paoluzzi – chitarra acustica, chitarra elettrica
- Paolo Costa – basso
- Lele Melotti – batteria
- Franco Mussida – chitarra elettrica
- Nicolò Fragile – tastiera, programmazione
- Beppe Gemelli – batteria
- Paolo Gianolio – chitarra
- Pier Michelatti – basso
- Fio Zanotti – tastiera
- Rilly – programmazione
- Piero Gemelli – chitarra acustica, chitarra elettrica
- Demo Morselli – tromba
- Claudio Pascoli – sax
- Amedeo Bianchi – sax
- Stefano De Maco, Lola Ben Sagali, Lalla Francia, Paola Folli, Moreno Ferrara, Silvio Pozzoli – cori